# 大庭誠司
大庭 誠司（おおば せいじ、1959年6月23日 - ）は、日本の総務官僚。さいたま市副市長や、内閣官房内閣審議官、消防庁次長等を歴任した。

## 人物・経歴
島根県松江市生まれ。松江市立雑賀小学校、島根大学附属中学校、島根県立松江南高等学校を経て、東京大学工学部卒業、自治省入省。
1989年秋田県地方課長。1992年秋田県財政課長。1996年から福島県に企画調整部参事として出向。原子力政策の見直しに当たるなどした。1997年福島県生活環境部次長。1999年福島県企画調整部長。2002年内閣官房内閣参事官（安全保障・危機管理担当）。2005年総務省自治財政局財政課財政企画官。同年さいたま市副市長。2009年消防庁消防・救急課長。2012年消防庁国民保護・防災部長。2014年消防庁消防大学校長。同年内閣官房内閣審議官（事態対処・危機管理担当）。2016年消防庁次長。
2017年あいおいニッセイ同和損害保険顧問。
2019年島根県知事選挙に自由民主党の推薦を得て出馬したが、島根県議会の自由民主党議員からの反発を招き落選した。
埼玉県県政アドバイザー、消防庁消防大学校客員教授、ドローン操縦士協会理事等も歴任した。

## 著作
- 「シン・ゴジラが語る我が国の危機管理」（2020年、近代消防社）ISBN 9784421009392